# 塔上の奇術師
『塔上の奇術師』（とうじょうのきじゅつし）は、月刊娯楽雑誌「少女クラブ」（講談社）に1958年に連載された江戸川乱歩作の少年向け推理小説シリーズの一つである。

## 概要
少女誌連載を意識してか、少女探偵の花崎マユミだけでなく、中学1年生の女の子3人（淡谷スコ子・森下トシ子・園田ヨシ子）が登場している。
本作ではコウモリ男・赤い道化師・白い幽霊といった奇抜な怪人を演じつつも序盤から怪人二十面相（怪人四十面相）という正体を名乗って悪事にあたっている。「少年探偵団」以来の犯行予告のカウントダウンをする場面も存在する。本作（代作では『ふしぎな人』）を最後に四十面相という表記がなくなり、次回作からは二十面相に戻る。

## あらすじ
花崎マユミは学友2人である淡谷スコ子・森下トシ子とともに、古い洋館である時計屋敷でコウモリのような怪人を目撃する。さらに、淡谷家に怪人四十面相から電話があり、24個の宝石を奪うと予告される。